# Punta de l'Aigua
La Punta de l'Aigua és una muntanya de 1.091 metre situada entre els municipis de Paüls al Baix Ebre i el de l'Horta de Sant Joan a la Terra Alta.
Aquest cim està inclòs al llistat dels 100 cims de la FEEC